# Mary Esther
Mary Esther – miasto w Stanach Zjednoczonych, w stanie Floryda, w hrabstwie Okaloosa.